# Nueve de Julio
Nueve de Julio er en by i den østlige del af Argentina med et indbyggertal på ca. 36.494 (2010) indbyggere. Den ligger i den nordlige del af provinsen Buenos Aires, sydvest for Argentinas hovedstad Buenos Aires.